# HD 2039
HD 2039 – żółty karzeł lub żółty podolbrzym, położony w gwiazdozbiorze Feniksa. Gwiazda ta jest oddalona od Ziemi o około 330 lat świetlnych i nie jest widoczna gołym okiem. W 2002 roku na orbicie HD 2039 odkryto planetę o masie co najmniej trzech mas Jowisza. Planeta ta, która otrzymała nazwę HD 2039 b, była setną odkrytą egzoplanetą.

## Nazwa
Oznaczenie HD 2039 pochodzi z katalogu Henry'ego Drapera. W odróżnieniu od widocznych gołym okiem gwiazd takich jak Syriusz, Procjon czy Aldebaran, HD 2039 nie ma nazwy potocznej.

## Charakterystyka

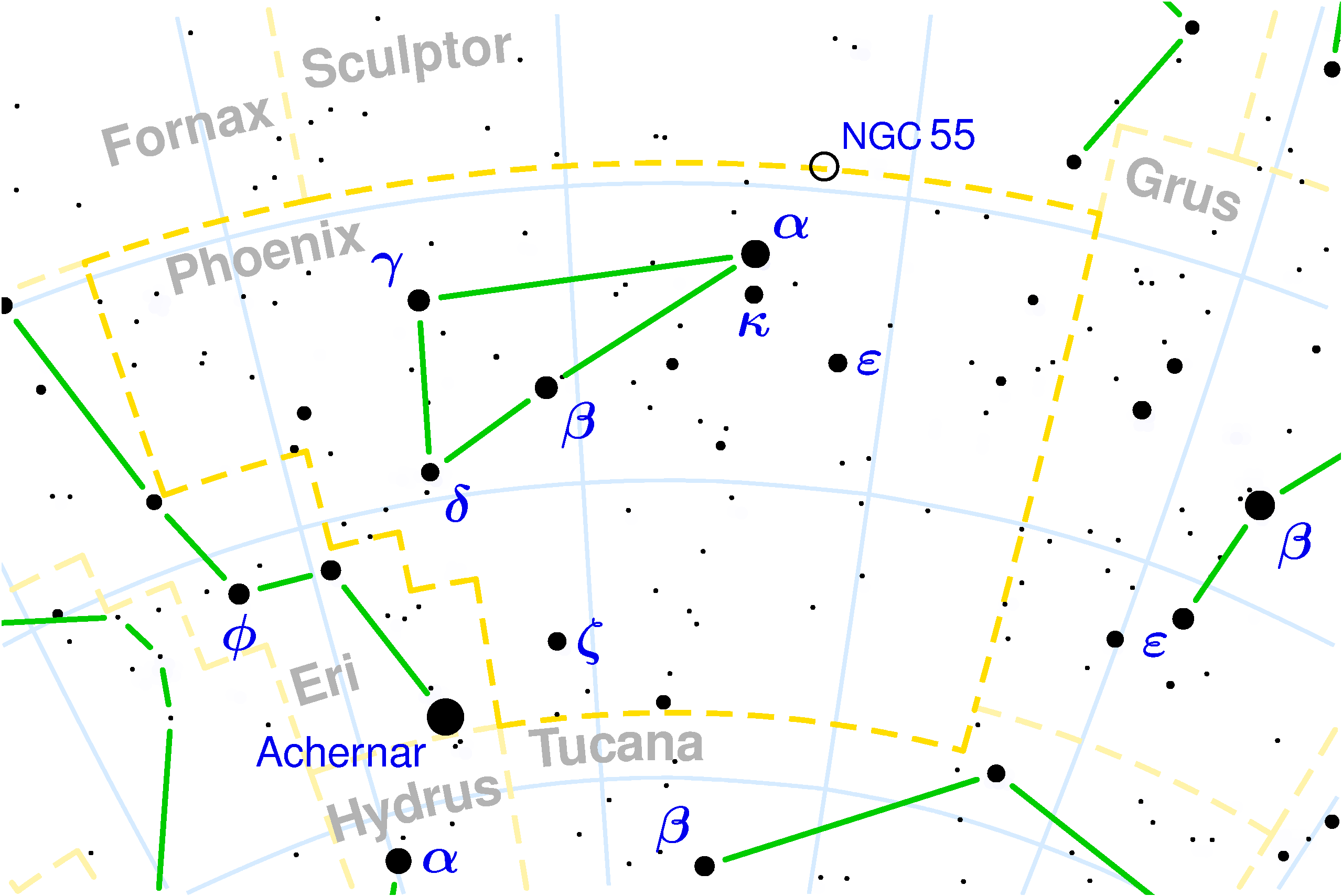
Gwiazdozbiór Feniksa, w którym znajduje się HD 2039

HD 2039 jest stabilną gwiazdą typu widmowego G, co oznacza, że świeci białym światłem, takim jak Słońce. Pod względem masy gwiazda jest niemal identyczna, natomiast jej promień jest mniej więcej o 20% większy od słonecznego. HD 2039 jest nieco gorętsza od Słońca, a jej temperatura efektywna wynosi 5947 K. HD 2039 ma wysoką metaliczność, 0,1 ± 0,16 [Fe/H], co zwróciło na nią uwagę astrofizyków.
Obserwowana wielkość gwiazdowa HD 2039 wynosi 8,99m; oznacza to, że ciało nie jest widoczne gołym okiem, może być jednak obserwowane przez teleskop, absolutna wielkość gwiazdowa wynosi 3,96m (dla porównania, dla Słońca ta wartość wynosi 4,83m). Wiek gwiazdy szacowany jest na 6,7 miliardów lat.
HD 2039 znajduje się w mniej więcej takiej samej odległości, jak druga najjaśniejsza gwiazda nocnego nieba – Kanopus.

## System planetarny
W 2002 zespół Anglo-Australian Planet Search odkrył planetę okrążającą HD 2039 po niezwykle ekscentrycznej orbicie. Minimalna masa planety wynosi co najmniej trzy masy Jowisza, a jej okres orbitalny – ponad trzy lata. Planeta okrąża gwiazdę w odległości około dwóch au.
Odkrycie planety nie było ogłoszone w mediach popularnonaukowych, odkrywcy nie wydali oficjalnego komunikatu prasowego. Fakt, że była to setna odkryta planeta pozasłoneczna, został później zweryfikowany przez środowisko naukowe.